# Монтелеоне-д'Орв'єто
Монтелеоне-д'Орв'єто (італ. Monteleone d'Orvieto) — муніципалітет в Італії, у регіоні Умбрія,  провінція Терні.
Монтелеоне-д'Орв'єто розташоване на відстані близько 120 км на північ від Рима, 36 км на південний захід від Перуджі, 65 км на північний захід від Терні.
Населення — 1508 осіб (2014).

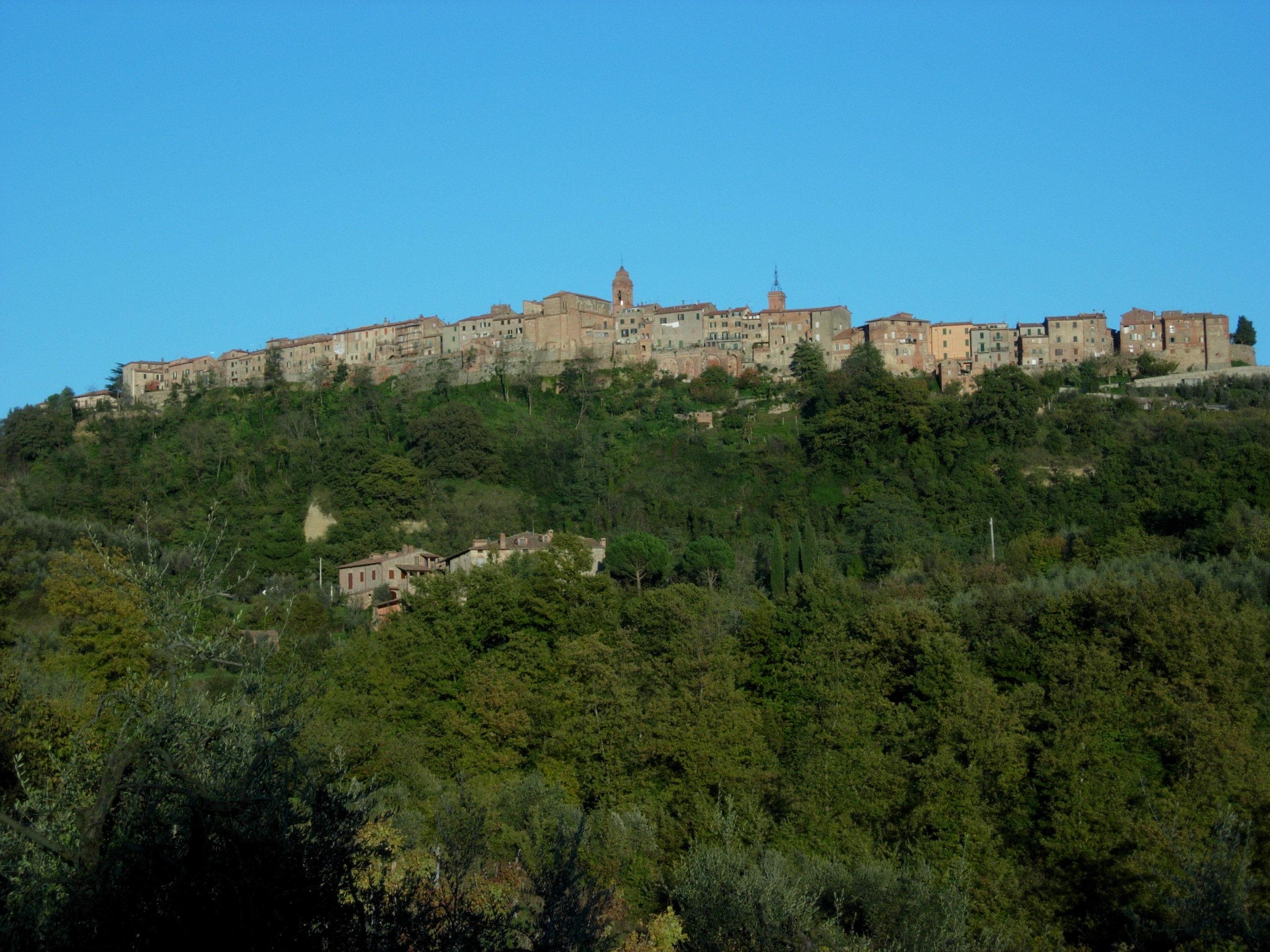

Щорічний фестиваль відбувається 29 червня. Покровитель — San Teodoro.

## Демографія
Населення за роками:

Станом на 1 січня 2023 року в муніципалітеті офіційно проживали 134 іноземці з 21 країни, серед них 70 громадян країн Євросоюзу та 2 громадяни України.

## Сусідні муніципалітети
- Читта-делла-П'єве
- Фабро
- Монтегаббьоне
- П'єгаро